# Herbert William Conn
Herbert William Conn (10 de enero de 1859 – 18 de abril de 1917) fue un naturalista, bacteriólogo y educador estadounidense.

## Comienzos y formación
Nació en Fitchburg, Massachusetts, hijo de Reuben Rice Conn y Harriot Elizabeth. Enfermó de fiebre reumática en su juventud y dejó de concurrir a la escuela pública a causa de su salud. Por ello concurrió a la Academia Cushing, una escuela privada en Ashburnham, Massachusetts, posteriormente cursó estudios en la Universidad de Boston donde en 1881 se graduó segundo en su clase. Luego cursa estudios en la escuela de graduados de la Universidad Johns Hopkins en 1881, donde se doctora en 1884 especializándose en morfología animal, fisiología e histología con una tesis titulada, "Life-history of Thalassema", por la que luego le es conferido el premio Walker de la Boston Society of Natural History. En agosto de, 1885, se casa con Julia M. Joel; y posteriormente tienen dos hijos.

## Trayectoria
Luego de graduarse, comienza a trabajar en la Universidad Wesleyana como instructor de biología, siendo ascendido en 1887 a profesor de biología y fundando el departamento de biología de la universidad. Durante el resto de su carrera estará a cargo del departamento de biología. Ese mismo año es designado Director interino del departamento de zoología del Instituto Martha Vineyard Summer. En el período 1889–90 enseña biología en el Trinity College, luego entre 1890 a 1897 es director del Laboratorio de Biología Cold Springs.
A partir de diciembre de 1898, colabora en la fundación de la Sociedad Norteamericana de Microbiología; siendo su secretario durante 3 años, y su presidente en 1902. En 1901 imparte cursos de bacteriología en el Connecticut Agricultural College. En 1905 fue designado el Bacteriólogo del estado de Connecticut, y ayuda a organizar y dirigir el Laboratorio de Bacteriología del Estado. En marzo de 1911, el Comité de la leche de Nueva York lo designa miembro de la Comisión Nacional de Estándares para la Leche.
Durante su carrera, Conn publicó más de 150 trabajos, además de varios libros de texto para escuelas. Se destacó por descubrir que la fiebre tifoidea puede ser distribuida por las ostras, y fue un especialista reconocido en el ámbito de la bacteriología de los productos lácteos.

## Obra
- Life history of Thalassema (1886)
- Evolution of to-day[6] (1886)
- The living world[6] (1891)
- Some uses of bacteria (1892)
- The story of germ life[6] (1897)
- The story of the living machine[6] (1899)
- The method of evolution[6] (1900)
- An elementary physiology and hygiene for use in schools[6] (1902)
- Bacteria in milk and its products (1903)
- Introductory physiology and hygiene: for use in primary grades (1904)
- The Camembert type of soft cheese in the United States (1905)
- Agricultural bacteriology: a study of the relation of germ life to the farm, with laboratory experiments for students (1909)
- Bacteria, yeasts, and moulds in the home[8] (1912)
- Biology: an introductory study for use in colleges (1912)
- Practical dairy bacteriology: prepared for the use of students, dairymen, and all interested in the problems of the relation of milk to public health (1914)
- Social heredity and social evolution (1914)
- Physiology and health (1916)

### Publicaciones
- Il metodo dell'evoluzione (en italiano). Torino: Fratelli Bocca. 1907.